# Промысловая улица (Львов)

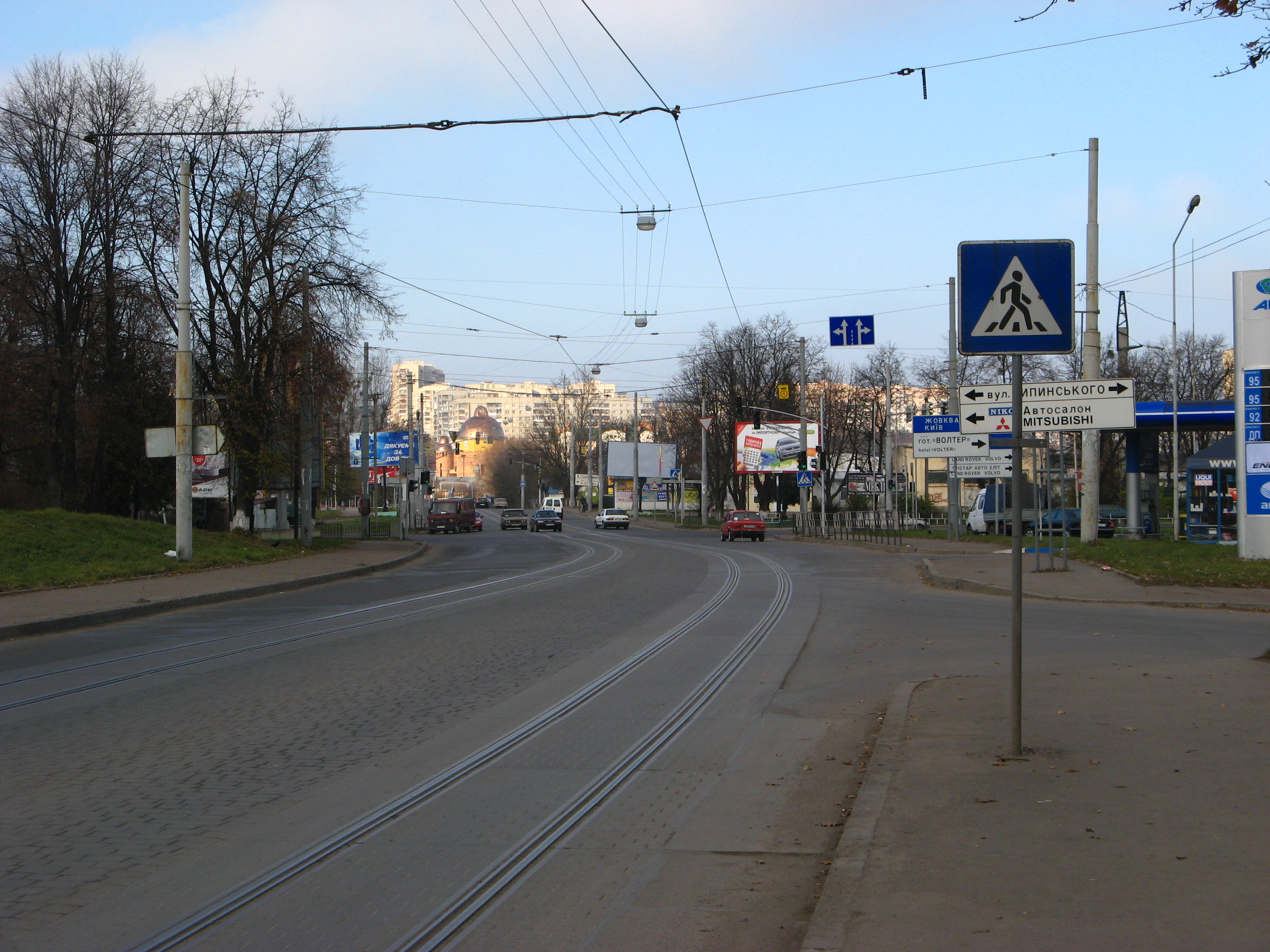
Промысловая улица

Улица Промысловая — улица, расположенная на границе Шевченковского и Лычаковского районов Львова, в местности Подзамче.

## Общие сведения
Промысловая начинается от улицы Б. Хмельницкого (у улице Донецкой) и простирается на северо-восток до улицы Липинского (возле начала улицы Мыколайчука). Длина улицы — ок. 1,25 км. Дорожное покрытие - брусчатка и (частично) асфальт, движение двустороннее.
Улица застроена сооружениями промышленного назначения. Лишь ее незначительная часть (преимущественно Южная) застроена 1 -, 2- и 3-этажными жилыми домами, возведенными в первой половине XX в. Есть тоже несколько частных домов и один многоквартирный (5 этажей) дом советских времен. В нескольких местах к улице примыкают сады и незастроенные участки.

## История
Известна с конца XIX в. Сначала носила название Новой Ризни (пол. Nowej Rzezni), поскольку вела к городской бойне (резне), которая в советское время была превращена в Львовский мясокомбинат. После Второй мировой войны улица стала называться Промысловой (Промышленной), из-за значительного количества промышленных предприятий, расположенных на ней.
В советское время улица Промысловая была значительно длиннее — она пересекала улицу Липинского и простиралась на север/северо-запад еще на 2,5 км вплоть до границы города. В 1990-х годах этот отрезок стал отдельной улицей с названием улица Мыколайчука.

## Некоторые предприятия и государственные учреждения
- №6. Шевченковское районное отделение ГАИ
- №7. Областная государственная больница ветеринарной медицины
- №25. Завод "Сяйво"
- №27. Швейная фирма «Маяк»
- №39. Трамвайное депо № 2
- №56. Львовское коммунальное предприятие "Лев" (отлов и стерилизация бездомных животных).

## Боковые улицы
- Волынская
- В. Бобинского
- Равская
- Городничая

## Галерея

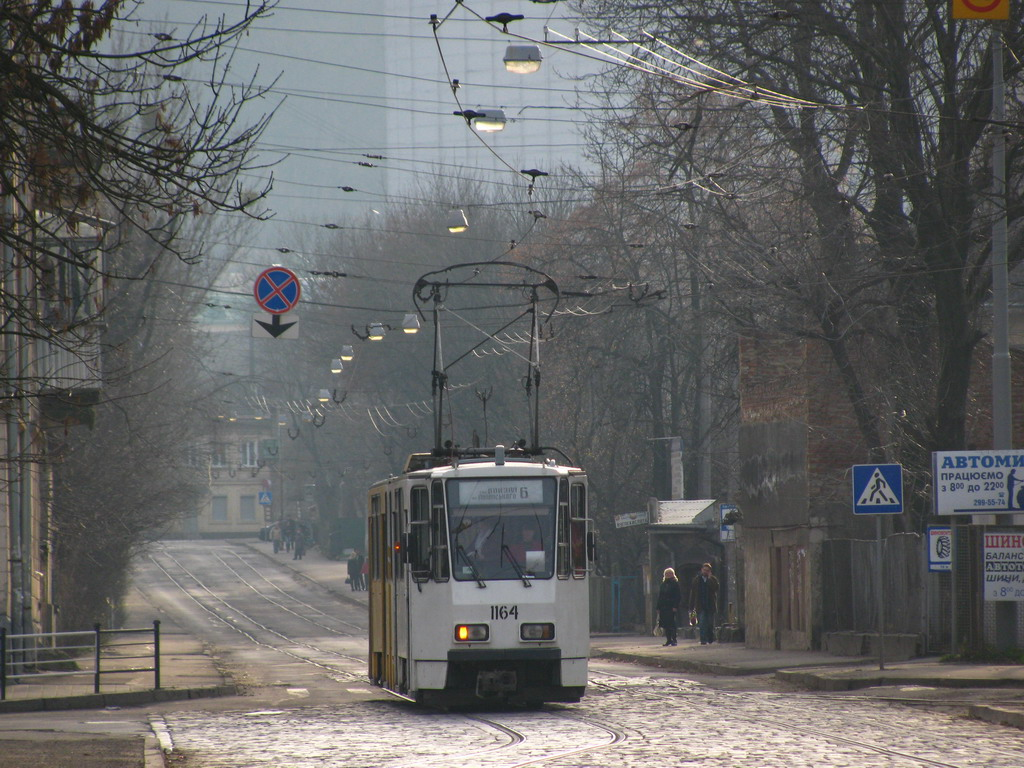
Трамвай № 6 на Промысловой возле ул. Волынской
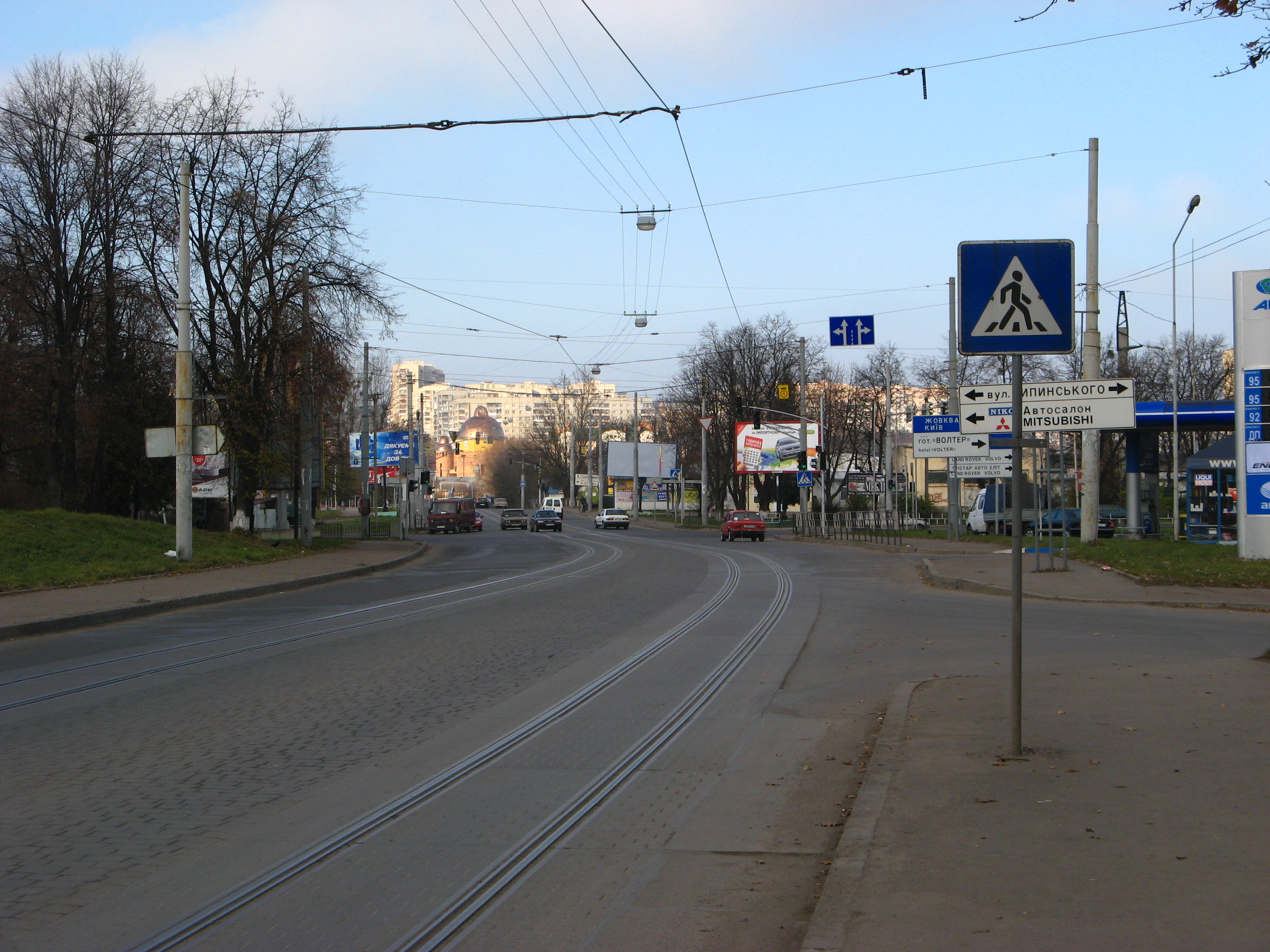
Промысловая возле ул. Липинского и Мыколайчука. Вдали — высотные дома Збоищ